# Dayton Flyers

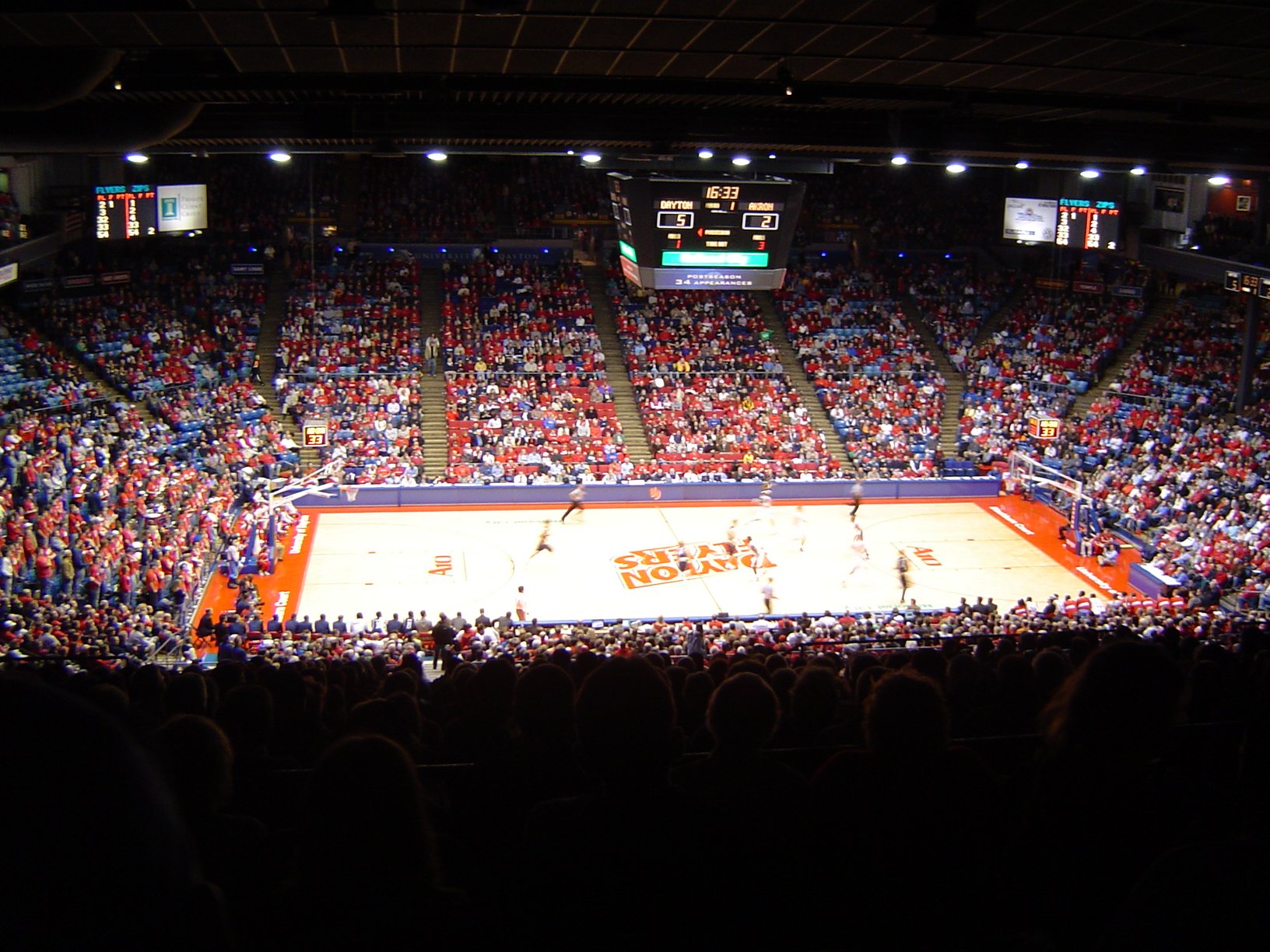
UD Arena.

Dayton Flyers (español: Aviadores de Dayton) es el nombre de los equipos deportivos de la Universidad de Dayton, situada en Dayton, Ohio. Los equipos de los Flyers participan en las competiciones universitarias organizadas por la NCAA, y forman parte de la Atlantic Ten Conference, a excepción del equipo de fútbol americano, que compite en la Pioneer Football League y del equipo de golf femenino que compite en la Metro Atlantic Athletic Conference. Entre 1987 y 1993 formaron parte de la Horizon League.

## Apodo y mascota
El apodo de Flyers es un tributo a los Hermanos Wright, originarios de Dayton, que denominaron Flyer a su primer aeronave.
La mascota recibe el nombre de Rudy Flyer, un calambur basado en las iniciales de la universidad (U.D., pronunciado iu-di). Representa a un piloto de los años 30, con grandes gafas y chaqueta de cuero.

## equipos
Los Flyers tienen 7 equipos masculinos y 10 femeninos:
| - Masculino - Baloncesto - Cross - Fútbol - Tenis - Golf - Béisbol - Fútbol americano | - Femenino - Voleibol - Baloncesto - Cross - Fútbol - Tenis - Golf - Sófbol - Remo - Atletismo - Atletismo en pista cubierta |

## Baloncesto
El primer equipo de la universidad de baloncesto masculino se creó en 1903, aunque con en nombre de St. Mary's Institute, y no fue hasta 1920 cuando lo cambiaron al actual. El mayor éxito lo consiguieron en el año 1967, cuando consiguieron llegar a la Final Four de la NCAA, siendo derrotados por UCLA en la final del campeonato nacional. Han sido también campeones de conferencia en 1990 y en 2003, y han ganado el NIT en dos ocasiones, en 1962 y 1968.
Un total de 23 jugadores de Dayton han llegado a la NBA, los nombres más conocidos son Roger Brown, Jim Paxson y Obi Toppin.